# Matt Bevin
Matthew Griswold "Matt" Bevin (n. el 9 de gener, 1967, Denver, Colorado) és un polític estatunidenc del Partit republicà. Des de gener de 2015 ocupa el càrrec de governador de Kentucky.